# Jürgen Ehrmann
Jürgen Ehrmann (* 23. Februar 1961 in Karlsruhe) ist ein deutscher Fußballtrainer und -funktionär. Von 2008 bis 2020 trainierte er die Frauenmannschaft der TSG 1899 Hoffenheim, mit der er 2013 in die Frauen-Bundesliga aufstieg. Seit 2020 ist er Sportlicher Leiter der Hoffenheimer Frauenmannschaft.

## Erfolge
Gleich in seiner ersten Saison in Hoffenheim 2008/09 stieg er mit dem Team von der Oberliga in die Regionalliga auf. Im darauffolgenden Jahr 2010 gelang ihm der Durchmarsch in die 2. Bundesliga, ehe nach einem 3. Platz 2011 und dem 2. Platz 2012, 2013 der Bundesliga-Aufstieg glückte.